# Угорщина та євро
Плани замінити форинт на євро в Угорщині були в угорського уряду ще з 2003 року. Попри це, дата остаточного переходу і досі не є визначеною, а форинт і досі не є частиною ERM II (Європейський механізм регулювання валютних курсів, англ. European Exchange Rate Mechanism). Економічне дослідження 2008 року показало, що запровадження євро в Угорщині збільшить обсяг іноземних інвестицій на 30 %, хоча Дьордь Матольчі, чинний директор Угорського національного банку та колишній Міністр національної економіки, заявив що уряд не хотів віддавати свою незалежність в управлінні корпоративними податками.

## Запровадження євро

### Уряд соціалістів між 2002 і 2010
Спочатку, Угорщина планувала запровадити євро як свою офіційну грошову одиницю в 2007 або 2008 році. Пізніше, цільовою датою стало 1 січня 2010, але цю дату відклали через надто великий бюджетний дефіцит, інфляцію та зовнішній борг. Протягом багатьох років Угорщина не могла задовольнити жодному з Маастрихтських критеріїв. Після виборів 2006 року, новий Прем'єр-міністр Ференц Дюрчань запровадив жорсткі заходи, які спричинили протести наприкінці 2006 року та економічне сповільнення в 2007 та 2008 роках. Однак, в 2007 році дефіцит зменшився з 9.2 % до 5 %, а в 2008 підійшов до межі в 3 %. В 2008 році аналітики стверджували, що Угорщина зможе приєднатися до ERM II в 2010 або 2011 році і, відповідно, перейти на євро в 2013 році, але краще в 2014 чи ще пізніше, залежно від того як буде розвиватися європейська боргова криза. 8 липня 2008 року тодішній міністр фінансів Янош Вереш оголосив про перший проєкт плану із запровадження євро.
Після глобальної фінансової кризи 2008 року швидке введення євро здавалось дуже імовірним. Угорщина отримала допомогу від Міжнародного валютного фонду, Європейського Союзу та Світового банку. В жовтні 2008 року голова найбільшого банку Угорщини закликав подати заявку на вступ до єврозони.
В березні 2009 року, коли обмінний курс досяг 317 форинтів за один євро, Ференц Дюрчань вирішив полишити свою посаду, висунувши собі в наступники кандидатуру Гордона Байнаї, тоді Міністра розвитку та економіки. Соціалістична та ліберальна партії 14 квітня призначили Гордона Байнаї новим Прем'єр-міністром Угорщини тимчасово, всього на рік. Байнаї на своїй посаді запровадив ще більше жорстких заходів. Приріст інфляції в результаті кризи складав приблизно 3 %, але через підвищення ПДВ, цей показник встановився на рівні 5 % в другій половині року. Через отримання позики від МВФ зовнішній борг зріс до 80 % від ВВП. Відсоткова ставка центрального банку знизилася з 10.5 % до 6.25 % в 2009 році. Уряд Байнаї не мав можливості приєднати Угорщину до ERM II, та заявив що і не мав намірів цього робити.

### Уряд консерваторів з 2010 року
Правоцентристська помірно євроскептична партія «Фідес» виграла в парламентських виборах в Угорщині 2010 року достатньо місць в парламенті щоб самостійно сформувати уряд. Тоді «Фідес» не конкретизував своїх економічних пріоритетів. Невдовзі після сформування нового уряду, він оголосив про свій намір тримати дефіцит на рівні 3.8 % в 2010 році. Пізніше, після тиску на них, вони погодились знизити показник до 3 % у 2011 році. В 2010 році Міністр фінансів Дьордь Матольчі заявив що введення євро буде на порядку денному в 2012 році. Міхаль Варга, інший член партії, говорив про можливий перехід на євро у 2014 чи 2015 році.
Однак, в лютому 2011, Прем'єр-міністр Віктор Орбан дав чітко зрозуміти що він не очікує запровадження євро в Угорщині до 2020 року. Пізні, Матольчі також підтвердив цю заяву. Орбан заявив що країна ще не готова до вводу євро і що вони не обговорюватимуть це питання поки зовнішній борг не знизиться до межі у 50 %. Коли Орбан в 2011 році поставив мету знизити зовнішній борг до 50 % ВВП, цей показник складав 81 %. В 2011 році експерти казали що Угорщина зможе перейти на євро не раніше 2015 року.
Коли 25 березня 2011 року країни єврозони уклали Пакт про конкурентність (англ. Euro Plus Pact), Угорщина разом з Великою Британією, Швецією та Чехією вирішила не приєднуватись до нього. Дьордь Матольчі заявив що вони погоджуються із більшістю пунктів угоди, але не хочуть віддавати свою незалежність в управлінні корпоративними податками. Оскільки Пакт про конкурентність не містить жодних юридичних зобов'язань, лише обіцянки використовувати різні набори добровільних інструментів для поліпшення зайнятості, конкурентоспроможності, фіскальної відповідальності та фінансової стабільності, приєднання до цього пакту не вимагало б від Угорщини відмовитися від існуючого методу оподаткування корпоративного податку.
В квітні 2013 Віктор Орбан оголосив що приєднання до єврозони не відбудеться поки паритет купівельної спроможності в Угорщині не складатиме хоча б 90 % від середнього показника в єврозоні. За інформацією Євростата, цей показник виріз з 57.0 % в 2004 році до 63.4 % в 2014 році. Якщо в майбутньому зберігатимуться ті самі темпи «наздоганяння» (6.4 % за десять років), то угорщина досягне бажаного показника в 90 % лише в 2056 році. Невдовзі після переобрання в квітні 2014 Віктора Орбана Прем'єр-міністром на ще чотири роки, Угорський національний банк оголосив про свої плани ввести в 2018 році в обіг нову серію банкнот форинтів. В червні 2015 року Орбан заявив що його уряд більше не планує замінити форинт на євро в 2020 році, як це планувалось раніше, а натомість заявив що форинт залишатиметься «стабільним і сильним протягом наступних декількох десятиліть», хоча в липні 2016 Міністр економіки Міхаль Варга припустив що країна могла би перейти на євро до кінця десятиріччя, але тільки якщо економічні показники будуть продовжувати покращуватись і якщо євро стане більш стабільним. Не було встановлено офіційної дати, коли б Угорщина мала перейти на євро.

## Опитування громадської думки
Підтримка громадянами переходу на євро:

## Маастрихтські критерії
| Рік                | Рівень інфляції HICP | Бюджетний дефіцит (% від ВВП) | Зовнішній борг (% від ВВП) | Участь в ERM II | Зміна обмінного курсу | Довгострокова відсоткова ставка | Сумісність законодавства |
| Необхідні значення | (кожен рік різний)   | Макс. 3 %                     | Макс. 60 %                 | Мін. 2 роки     | Макс. ±15 %           | (кожен рік різний)              | Так                      |
| ------------------ | -------------------- | ----------------------------- | -------------------------- | --------------- | --------------------- | ------------------------------- | ------------------------ |
| 2012               | 4.3 %                | -4.3 %                        | 80.6 %                     | Ні              | -1.4 %                | 8.01 %                          | Ні                       |
| 2013               | 4.6 %                | 1.9 %                         | 79.2 %                     | Ні              | -3.5 %                | 6.97 %                          | Ні                       |
| 2014               | 1 %                  | 2.2 %                         | 79.2 %                     | Ні              | -2.6 %                | 5.8 %                           | Ні                       |
| 2016               | 0.4 %                | 2 %                           | 75.3 %                     | Ні              | -0.4 %                | 3.4 %                           | Ні                       |
| 2018               | 2.2 %                | 2 %                           | 73.6 %                     | Ні              | 0.7 %                 | 2.7 %                           | Ні                       |

- Інфляція сповільнилась до 2.2 % в 2006 році. Однак, через жорсткі економічні заходи цей показник став набагато більшим, ніж допустимий критерій до кризи. Криза сповільнила її до 2.9 %, але врешті-решт в 2009 році вона перевищувала Маастрихтський критерій. Щорічна інфляція в жовтні 2013 складала 0.9 %.
- Бюджетний дефіцит складав 9.2 % в 2006 році. Після жорстких економічних заходів він наблизився до межі у 3 % в 2008 році. Наступні роки бюджетний дефіцит тримався на рівні вище 4 %.
- Зовнішній борг складав 80.1 % від ВВП в 2010 році, більше допустимих 60 %. Хоча ЄС міг прийняти Угорщину до єврозони і з таким показником, оскільки він знижувався.
- Відсоткова ставка була підвищена до 11,5 % в 2008 році через кризу, але потім поступово знизилась до 5,25 % в 2010 році. Пізніше настав період стабільного зниження відсоткової ставки і в 2019 році вона вже складала всього 0,9 %.